# جامعة الدفاع للدراسات العسكرية
جامعة الدفاع للدراسات العسكرية سابقا جامعة البكر للدراسات العسكرية العليا كانت من أشهر واعرق المؤسسات العسكرية العليا في الشرق الأوسط والوطن العربي تاسست في اواسط السبعينيات من القرن الماضي، حيث تعتبر الأكاديمية العليا في العراق التي تمنح الشهادات العليا كالماجستير والدكتوراه في العلوم العسكرية للضباط والقادة العسكريين حيث خرجت هذه الأكاديمية العديد من الضباط والقادة الكبار من العراق ودول الجوار وقادة عرب ومسؤولين. ترجع التسمية نسبة إلى رئيس الجمهورية العراقي السابق "احمد حسن البكر ".

## الموقع
تقع (سابقا) في بغداد في حي القاهرة بالقرب من تقاطع الجامعة المستنصرية وعلى القرب منها وزارة العمل والشؤون الأجتماعية وحاليا موقعها في منطقة الحارثية نهاية شارع الكندي، ولها العديد من الأصدارات المكتوبة من كتب ودوريات ودراسات ويلحق بها مركز الدراسات والبحوث الاستراتيجية وعقد فيها العديد من المؤتمرات والندوات التي تخص الشؤؤون العسكرية. تضم أربعة كليات هي كلية الحرب وكلية الدفاع الوطني وكلية الأركان وكلية القيادة ومقر الجامعة واضيف لها حاليا الكليات العسكرية الاربعة ومعهداللغات العسكري، وكانت الدورات المفتوحة بها تسهم في نشر الثقافة العسكرية العليا على المستوى السياسي والاستراتيجي للعراق، كما ان طلابها كانوا من الشخصيات المهنية المدنية والعسكرية عالية الثقافة والتحصيل العلمي وكما مبين.

## الكليات
كلية الدفاع الوطني: هي كلية غايتها تدريس المواضيع ذات العراقة بالدفاع الوطني، ويدرس بها كبار موظفي الدولة من المدنيين ومن المرشحين لاشغال المناصب الإدارية العليا بالدولة، ومن العسكريين يرشح إليها من الضباط ممن هم برتبة عميد ركن فأعلى والذين يخطط لهم لتبؤ مناصب عسكرية أو مدنية مستقبلا. وحيث إن الدراسة بهذه الكلية مشتركة وموحدة للمدنيين والعسكريين فانها كانت بمثابة بوتقة تنصهر بها خبرات الدارسين وتتفاعل مع خبرات المدرسين. تتكون الدراسة فيها من 12 حلقة دراسية تتراوح ما بين السياسة والاستراتيجية والاقتصاد والاجتماعية للعراق ولدول الجوار والدول الإقليمية والعالمية. مدة الدراسة سنة يمنح بعدها الخريج شهادة دبلوم عالي من جامعة البكر بدراسات الدفاع الوطني.
كلية الحرب: وتعد أعلى كلية عسكرية مهنية اختصاصية، يتم فيها دراسة واجبات الأركان الكبرى والدراسات الاستراتيجية والعملياتية وتدار بها التمارين العملية ولعبات الحرب على مستوى الدولة وتدرس بها مواضيع سياسات الدفاع والسياسة العسكرية وما يتعلق بها. يقبل بها الضباط من رتبة عقيد ركن وعميد ركن، وتكون الدراسة مشتركة لكل افرع القوات المسلحة البرية والجوية والبحرية، وتستمر الدراسة لمدة سنة، يمنح بعدها المتخرج العسكري شهادة الماجستير في ادراة وفن العمليات، وهي أعلى شهادة بمجال الاختصاص المهني العسكري، تخول حاملها التمتع بكل مزايا وحقوق حملة هذه الشهادة.
كلية الأركان: غايتها تخريج ضباط الركن الكفوئين للعمل بالقوات المسلحة العراقية، ابتدأت أولا بشكل كلية اركان للقوات البرية فقط / إلا أنها تحولت إلى كلية أركان مشتركة في نهاية التسعينات من القرن العشرين فأصبحت تضم الجناح البري والجناح الجوي والجناح البحري. مدة الدراسة سنتان يمنح الخريج بعدها شهادة الماجستير بالعلوم العسكرية، مع الحق في حمل شارة الركن التي هي عبارة عن شريط احمر بعرض 1 سم يحمل على الكتف في نهاية حاملة الرتبة العسكرية للضابط.يدخلها الضباط من رتبة نقيب مضى عليه 7 سنوات كضابط وإلى رتبة مقدم داخل.
كلية القيادة: غايتها إعداد الضباط الأحداث لقيادة الوحدات والتشكيلات اعتبارا من فوج/ كتيبة إلى لواء. تفتح بها دورات قيادة مختلفة تختلف مدتها باختلاف الدورة. فدورة القيادة للضباط الأحداث تكون لمدة 6 أشهر غايتها إعداد الضباط لقيادة سرية أو ما يعادلها، وكذلك إعدادهم لدخول كلية الأركان أما دورة الأقدمين فغايتها إعداد الضباط من رتبة مقدم وعقيد لقيادة الوحدات والتشكيلات العسكرية فوج/ كتيبة ولواء < الباحث سلوان سالم> باحث بالشؤون العسكرية والتاريخية للجيش العراقي.

## انظر أيضًَا
- الكلية الحربية (مصر)